# Hermanowo (rejon szarkowszczyński)
Hermanowo – dawna wieś. Tereny, na których leżała, znajdują się obecnie na Białorusi, w obwodzie witebskim, w rejonie szarkowszczyńskim, w sielsowiecie Łużki.

## Historia
W czasach zaborów wieś prywatna w gminie Łużki, w powiecie dzisieńskim, w guberni wileńskiej Imperium Rosyjskiego.
W latach 1921–1945 wieś leżała w Polsce, w województwie wileńskim, w powiecie dziśnieńskim, w gminie Łużki.
Według Powszechnego Spisu Ludności z 1921 roku zamieszkiwały tu 33 osoby, 6 było wyznania rzymskokatolickiego a 27 prawosławnego. Jednocześnie 6 mieszkańców zadeklarowało polską a 27 białoruską przynależność narodową. Było tu 7 budynków mieszkalnych. W 1931 w 6 domach zamieszkiwały 22 osoby.